# Tobias Busch
Tobias Busch (ur. 13 maja 1988 w Stralsund) – niemiecki żużlowiec, występujący również na lodzie.

## Życiorys
Jest wychowankiem MC Nordsten. W lidze polskiej reprezentował kluby Start Gniezno (2006), Orzeł Łódź (2007), Unia Tarnów (2008–2009), Wanda Kraków (2011) oraz KSM Krosno (2012–2013).

## Przynależność klubowa
Polska
- Start Gniezno (2006)
- Orzeł Łódź (2007)
- Unia Tarnów (2008–2009)
- Wanda Kraków (2011)
- KSM Krosno (2012–2013)

## Osiągnięcia
Memoriał Szczepana Bukowskiego 
- 2008 – Tarnów – 3. miejsce – 13+3 pkt → wyniki

Indywidualne Mistrzostwa Niemiec na żużlu
- 2009 – Landshut – 7. miejsce – 8 pkt → wyniki
- 2010 – Brokstedt – 3. miejsce – 10+3 pkt → wyniki